# Todas as Ruas do Amor
Todas as Ruas do Amor foi a música vencedora do Festival RTP da Canção 2009, e por isso escolhida para representar Portugal no Festival Eurovisão da Canção 2009. É interpretada pelo grupo Flor-de-Lis, e conseguiram o apuramento para a Grande Final após participarem na 1ª Semifinal do Festival Eurovisão da Canção 2009.